# George Barlow (1er baronnet)
Pour les articles homonymes, voir George Barlow et Barlow.
George Hilaro Barlow (20 janvier 1763 - 18 décembre 1846) est gouverneur général par intérim de l'Inde de la mort de Charles Cornwallis en 1805 jusqu'à l'arrivée de Gilbert Elliot-Murray-Kynynmound (1751-1814) en 1807.

## Biographie

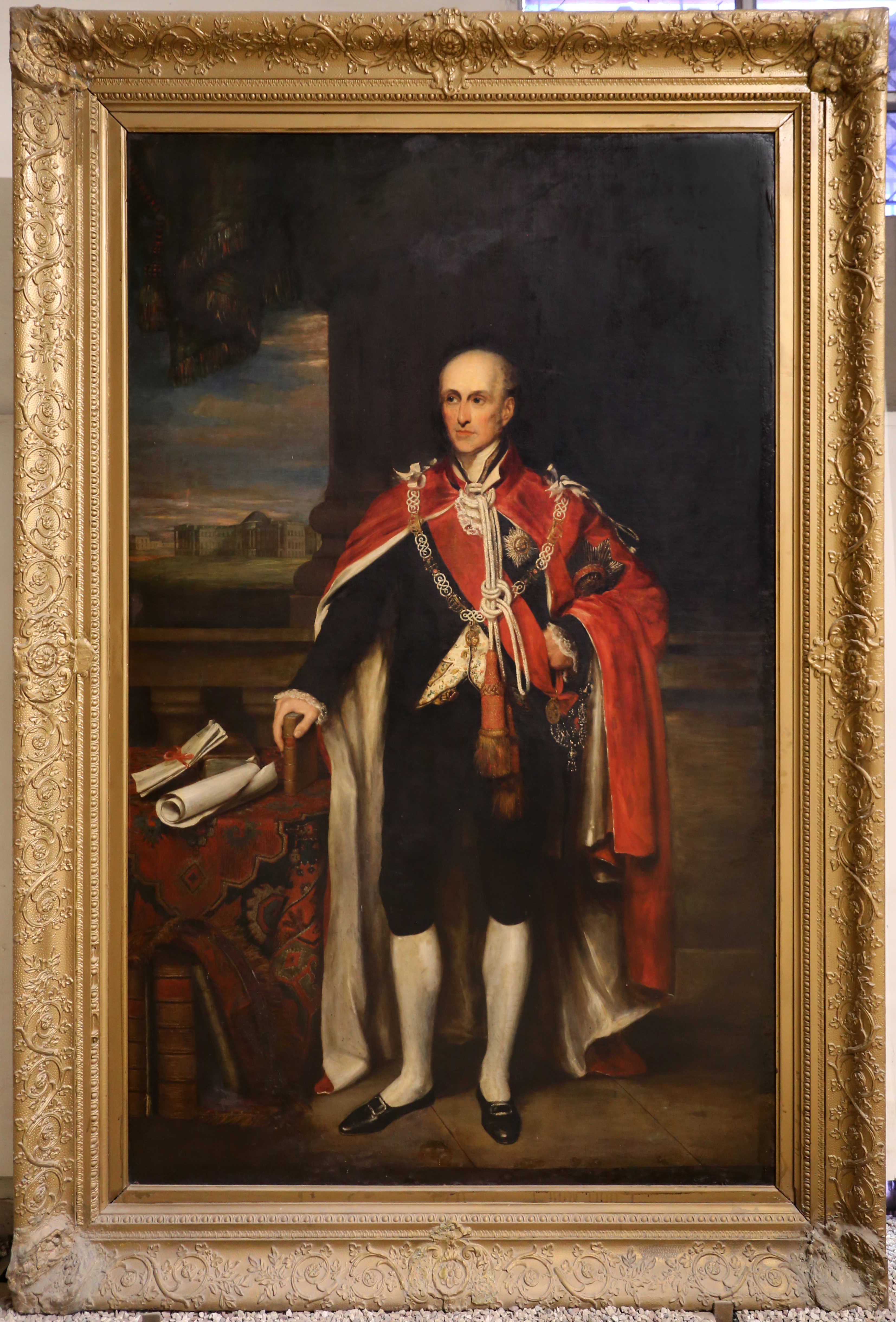
George Barlow par George Watson

Il est nommé à la fonction publique du Bengale en 1778, et en 1788 exécuté le règlement permanent du Bengale.
Lorsque Charles Cornwallis meurt en 1805, Sir George Barlow est nommé gouverneur général provisoire, et sa passion pour l'économie l'ont fait connaître comme le seul gouverneur général à avoir diminué la superficie du territoire britannique ; mais sa nomination est rejetée par le gouvernement, et Lord Minto est nommé. Par la suite, Barlow est nommé gouverneur de Madras, où son manque de tact provoque une mutinerie des officiers britanniques de l'armée de Madras en 1809, semblable à celle qui s'était produite auparavant sous Robert Clive. La principale cause du mécontentement est la suppression de certains contrats d'achat de matériel de camping qui impliquaient des détournements d'argent par les agents . En 1812, il est rappelé et vit retiré jusqu'à sa mort à Farnham, Surrey, en décembre 1846.
Il est créé baronnet en 1803. En octobre 1806, il est nommé Chevalier Compagnon de l'Ordre du Bain (KB) qui, lors de la reconstitution de l'Ordre en 1815, devient Chevalier Grand-Croix (GCB).
Il est représenté dans un buste par Bertel Thorvaldsen lorsqu'il rend visite au sculpteur à Rome au printemps 1828 .

## Vie privée
Il épouse Elizabeth, fille de Burton Smith, à Calcutta le 16 avril 1789 et ont quinze enfants. En 1815, il découvre que l'un d'eux a en fait été engendré par George Pratt Barlow, un jeune parent qu'il avait admis dans sa maison en Inde en 1803. Le mariage est dissous par une loi du Parlement en 1816.